# Паровий млин Києво-Печерської лаври
Паровий млин Києво-Печерської лаври — колишнє борошномельне підприємство, що існувало в Києві з 1887 року.  

## Історія підприємства
Млин виник 1887 року на терені хутора Либідь (нині - Нижня Теличка) - господарського двору Києво-Печерської лаври. 
Згідно довідника «Фабрично-заводская промышленность россии. Перечень фабрик и заводов» (1897), «Кіево-Печерская Успенская лавра, г. Кіеаъ, Низшая Лыбедь, 17». Підприємство діяло 233 дні на рік, стояла парова машина на 43 сили, стояв 1 паровий котел. Працював 15 робітників, зокрема, 1 малолітній хлопчик. Млин перемелював житнє борошно. Борошна перемелювалося на 30 028 карбованців. 
За даними довідника «Памятная книжка Кіевской губерніи на 1899 годъ» (1899), зазначено, що працювало 14 робітників, обсяг виробництва не вказано, продукціїв ироблялося на 137 720 карбованців.
За даними довідника «Весь Юго-Западный край» (1913), млином завідував ченець Костлян, млин переробляв 60 000 пудів жита. За даними довідника «Календарь. Адресная и справочная книга г. Киева на 1916 год», млин у Нижній Теличці належав Києво-Печерській лаврі, за рік млин переробляв 40 000 пудів жита, працювало 10 робітників. Ймовірно, постраждав під час вибуху артилерійських складів на Звіринці 1918 року.
У довіднику 1925 року млин не згадано серед діючих на той час млинів міста. Втім, споруда колишнього Лаврського млина позначена на картах 1925 та 1932 років, проглядається вона і на німецькій аерофтозйомці 1941-1944 років. 
Споруди колишнього млина не збереглася. На цьому місці нині автостанція «Видубичі».